# Lalitpur (Uttar Pradesh)
Pour les articles homonymes, voir Lalitpur (homonymie).
Lalitpur est une ville indienne située dans le district de Lalitpur dans l’État de l'Uttar Pradesh. En 2011, sa population était de 133 305 habitants.

## Source de la traduction
- (en) Cet article est partiellement ou en totalité issu de l’article de Wikipédia en anglais intitulé « Lalitpur » (voir la liste des auteurs).